# Dyspontius striatus
Dyspontius striatus är en kräftdjursart som beskrevs av Tord Tamerlan Teodor Thorell 1859. Enligt Catalogue of Life ingår Dyspontius striatus i släktet Dyspontius och familjen Artotrogidae, men enligt Dyntaxa är tillhörigheten istället släktet Dyspontius och familjen Dyspontiidae. Arten är reproducerande i Sverige. Inga underarter finns listade i Catalogue of Life.